# 燃費向上グッズ
燃費向上グッズ（ねんぴこうじょうグッズ）とは、公正取引委員会において「自動車の燃費向上等を標ぼうする商品」と呼ばれている商品である。

## 概説
公正取引委員会によって「自動車の燃費向上等を標ぼうする商品」と呼ばれ、一般では「燃費向上グッズ」「燃費向上品」「燃費改善品」などと呼ばれている製品群がある。これは「自動車の燃費を向上させる」などと謳って販売される製品のことである。具体的には自動車のエンジンオイルや燃料に投入する添加剤、吸排気系や燃料系統または電気系統に装着する器具などがある。主にカー用品店やホームセンターのカー用品コーナーなどで陳列・販売されている。値段は様々である。
「燃費を向上させる」などと、製品のパッケージや売り場のPOP広告には書かれているものの、そのキャッチコピーや効能書の内容がまったくの虚偽である場合がある。一見したところでは、いかにも自然科学や物理学を想起させる用語がちりばめられていて、専門的な知識のない消費者はついそうした説明を信じてしまうのだが、実際は疑似科学に過ぎないことが多い。中には、水道水を樹脂ボトルに詰めただけのようなものに高い価格をつけていることもある。
第三者による実験で、いくつかの商品は効果が無いことが明らかになっている。購入代金がまるまる損となるだけでなく、装着や添加によって車に不具合を生じたり、添加剤によってはエンジン破損等につながるような物質が混入されているものもあり、大きな損害を被ってしまう可能性がある
公正取引委員会は、2008年2月8日、燃費向上をうたう商品の表示内容が景品表示法における「優良誤認」に分類されると認定し、製造販売業者ら19社に対して#排除命令を行った。つまり、デタラメな宣伝文句で消費者を騙す行為 = 詐欺であり、こうした商品を店舗に並べたり販売したりしてはいけないものとされた。消費者の側は、仮にこうした商品を店舗で見かけるようなことがあったとしても、そこに書かれている効能書きを信じるべきではないことが指摘されている。また消費者は、こうした商品を見かけたら、公正取引委員会等に通報することで、類似の犯罪を抑止することができる。
ガソリン価格が落ちついた平成21以降はカー用品店やホームセンターでも見かけることは少なくなったもの、ガソリン価格が再度高騰した令和3年頃からインターネットで再度販売されるようになり、楽天市場、Amazon.co.jp、Yahoo!ショッピングなど、大手通販サイトでも見ることができた。
消費者庁は令和5年2月に販売業者2社に対して景品表示法に基づく措置命令を行った。

## 謳っている主な効能
- 「エンジン内の摩擦を軽減」
- 「有機系薬剤により燃料の燃焼を促進」
- 「磁力や遠赤外線等の効果により、燃料の分子同士のつながりを裁断し、燃焼を促進」
- 「マイナスイオン等の効果により、吸気と気化した燃料の混和度合いを向上させ、燃焼を促進」
- 「吸気・排気の抵抗を軽減させ、エンジンのレスポンスを向上」
- 「バッテリーの負担低下や電気ノイズの減少、電装系の強化、安定によるレスポンス向上」
- 「波動やマイナスイオン、放射能等による物質の活性化」
- 「細分化作用により酸素との結合率を上げ、大きな爆発エネルギーを発生させることにより、トルクと馬力が向上」

## 使用方法別にみる主な製品

### エンジンオイルへ添加するもの
- 減摩剤 - 沈殿が目に見えるほど粒子が大きいものはオイルフィルターによって捕集されてしまうため、効果は限りなく不透明。また、溶剤に灯油（第四石油類）を用いているものが多く、あらかじめエンジンオイルとよく混和させておかないと油膜切れの原因となるものもある。
  - テフロンなどの合成樹脂（固体、液体）
  - 二硫化モリブデン、チタンなどの金属化合物（固体、液体）

### 燃料へ添加するもの
- 鉛（液体、固体） - 有鉛化添加剤。アンチノック性（燃費）の向上とバルブの潤滑性、清浄性を向上。旧車など、三元触媒を搭載していない有鉛ガソリンエンジン車向け。
- クリーナー（液体、固体）
- セラミック（固体）
- トリートメント（液体、固体）
- ニトロ化合物（液体）
- ブースター（液体、固体）
- 水抜き剤（液体）

### 燃料系統に装着するもの
- 磁石
- セラミックス

### バッテリーに装着するもの
- コンデンサー（ホットイナズマおよび類似商品）
- アース線（アーシング）

### 吸排気系統に装着するもの
- エアフィルター
- 整流板
- セラミックス
- 磁石
- トルマリン

## 排除命令
2008年2月8日、公正取引委員会は、燃費向上グッズに係る表示を優良誤認と認定し、製造販売業者ら19社に対して排除命令を行った。